# Municipio de East Waterloo
El municipio de East Waterloo (en inglés: East Waterloo Township) es uno de los diecisiete municipios ubicados en el condado de Black Hawk en el estado estadounidense de Iowa. En el año 2000 el municipio tenía una población de 5936 habitantes y una densidad poblacional de 156,1 personas por km². En su territorio se encuentran dos ciudades, Elk Run Heights y Evansdale.

## Geografía
El municipio de East Waterloo se encuentra ubicado en las coordenadas 42°30′40″N 92°15′56″O / 42.51111, -92.26556.